# Rudolf Maros
Rudolf Maros (19. ledna 1917 Stachy–2. srpna 1982 Budapešť) byl hudební skladatel, vysokoškolský a univerzitní profesor českého původu.

## Život
Maros studoval v letech 1938 až 1942 na Hudební akademii v Budapešti u Zoltána Kodályho a Alberta Siklóse, zároveň byl violistou v Budapešťském koncertním orchestru. Poté vyučoval na konzervatoři v Pécsi. Po studiích u Aloise Háby v Praze se stal profesorem na Hudební akademii v Budapešti. V roce 1970 byl porotcem na World Music Days Mezinárodní společnosti pro novou hudbu (ISCM World Music Days) v Basileji.
Jeho děti pocházejí z prvního manželství s houslistkou a pedagožkou Klárou Molnár. Syn Miklós Maros je také hudební skladatel, jeho dcera Éva Maros je harfistka.
Od roku 1950 žil s Jerry, dcerou skladatele Arthura Harmata, až do své smrti.

## Dílo
Složil tři balety, dvě symfonie, loutkovou předehru, orchestrální ricercar, smyčcovou symfonii, concertino pro fagot a orchestr, komorní skladby, varhanní skladby, dva nänieny pro soprán a komorní soubor, činoherní a filmovou hudbu, sborové skladby a písně.